# 무로마치 막부
무로마치 막부(일본어: 室町幕府 무로마치 바쿠후[*]) 또는 아시카가 막부(일본어: 足利幕府 아시카가 바쿠후[*])는 1336년부터 1573년까지 일본을 통치한 막부이다. 3대 정이대장군 아시카가 요시미쓰가 교토의 무로마치 통에 공관을 마련하여 '무로마치 막부'라는 이름이 붙었으며, 이 장군 공관을 "하나노고쇼(花の御所)"라 했다.
1333년 고다이고 천황이 호조씨의 가마쿠라 막부 지배에 반발해, 아시카가 다카우지, 닛타 요시사다 친위 쿠데타를 일으켰다(겐무 신정). 가마쿠라 막부는 이에 대한 역쿠데타로 아시카가 다카우지에게 쿠데타를 진압하라 했으나, 아시카가는 오히려 가마쿠라 막부를 멸망시켰다. 그리고 고다이고 천황까지 배신한 다카우지는 1338년 막부를 개창하고 정이대장군이 되었다.
3대 쇼군 요시미쓰 시대에 메이토쿠 화약(明徳の和約)으로 인해 난보쿠초가 통일이 되어 전성기를 맞이한다. 이후 6대 쇼군 요시노리가 살해되자 아시카가 쇼군의 권위는 실추(가키쓰의 난)되어 간레이 호소카와씨, 호소카와씨의 가신 미요시 나가요시 순서로 실권을 빼앗기고, 마지막에는 오다 노부나가에 의해 사실상의 멸망에 몰렸다.

## 같이 보기
- 일본의 역사
- 아시카가씨